# Glucuronolattone reduttasi
La glucuronolattone reduttasi è un enzima appartenente alla classe delle ossidoreduttasi, che catalizza la seguente reazione:
L-gulono-1,4-lattone + NADP+ ⇄ D-glucurono-3,6-lattone + NADPH + H+